# Fédération internationale de ski nautique et de wakeboard
Ne doit pas être confondu avec Fédération internationale de ski.
La Fédération internationale de ski nautique et de wakeboard (en anglais et officiellement International Waterski & Wakeboard Federation) (IWWF) est une association sportive internationale qui fédère plus de 90 fédérations nationales du monde entier.
Elle est responsable du classement mondial des équipes nationales, de la définition des règles officielles et de l'organisation de compétitions internationales majeures.
L'IWWF est affiliée à l'Association générale des fédérations internationales de sports et à l'Association des fédérations internationales de sports reconnues par le Comité international olympique. Elle est également partie prenante de l'Agence mondiale antidopage.
Le ski nautique est un sport fondateur des Jeux mondiaux en 1981. Le ski nautique a, par ailleurs, été inscrit aux Jeux olympiques d'été de 1972 comme sport de démonstration.
La fédération reconnaît 9 disciplines :
- Barefoot
- Cable Ski
- Cable Wakeboard
- Ski nautique handicap
- Course
- Show Ski nautique
- Tournoi
- Wakeboard
- Wakesurf

## Associations membres
En 2018, la fédération comptait 93 membres officiels.
| Amériques | Asie-Océanie | Europe-Afrique |
| --- | --- | --- |
| - Argentine (Federaçion Argentina De Esqui y Wakeboard) - Barbade (Barbados Water Ski Federation) - Bermudes (Bermuda Water Ski Federation) - Brésil (Brazilian Water Ski and Wakeboard Confederation) - Canada (Water Ski and Wakeboard Canada) - Chili (Federaçion Esqui Nautico de Chile) - Colombie (Federaçion Colombiana de Esqui Nautico y Wakeboard) - Costa Rica (Asociaçion Costaricense De Esqui Acuatico) - Cuba (Federaçion Cubana de Esqui Nautico) - République dominicaine (Dominican Republic Federation) - Équateur (Federaçion Ecuadoriana Esqui Nautico) - Guatemala (Guatemala Water Ski Federation) - Jamaïque (Jamaican Water Ski Federation) - Mexique (Federacion Mexicana de Esqui y Wakeboard, AC (FEMEW)) - Panama (Wakeboard and Waterski Club Panama) - Paraguay (Federaçion Paraguaya de Esqui Nautico) - Pérou (Federaçion Peruana de Esqui Acuatico) - Porto Rico (The Water Ski and Wakeboard Association of Puerto Rico) - Uruguay (Asociacion Uruguaya de Jet, Escui Acuatico y Motos de Agua (AUJMA)) - États-Unis (USA Water Ski) - Venezuela (Venezuela Water Ski Federation) | - Australie (Waterski and Wakeboard Australia) - Brunei (Brunei Water Ski Association) - Cambodge (Cambodia Water Ski) - Chine (Chinese Water Ski Association) - Hong Kong (Hong Kong Water Ski Association) - Indonésie (Indonesian Waterski and Wakeboard Association) - Inde (Wakeboard & Water Ski Federation of India) - Iran (I.R. Iran Waterski Association)>) - Irak (Iraqi Waterski Federation) - Jordanie (Royal Jordanian Marine Sport Federation) - Japon (Japan Waterski & Wakeboard Federation) - Kirghizistan (Kyrgyzstan Waterski and Wakeboard Federation) - Corée du Sud (Korea Waterski and Wakesports Association) - Koweït (Kuwait Wakeboard and Waterski Association) - Liban (Lebanese Waterski and Wakeboard Federation) - Malaisie (Malaysian Waterski and Wakeboard Federation (MWWF)) - Mongolie (Mongolian Water Ski Federation) - Nouvelle-Zélande (New Zealand Water Ski Association) - Philippines (Philippine Water Ski and Wakeboard Association) - Palestine (The Palestinian Swimming Federation & Aquatic Sports) - Papouasie-Nouvelle-Guinée (Papua New Guinea Water Ski Association) - Corée du Nord (Water Ski Association Democratic People's Republic of Korea) - Qatar (Qatar Marine Sports Federation) - Singapour (Singapore Water Ski and Wakeboard Federation) - Thaïlande (Thailand Extreme Sports Association) - Chinese Taipei (Chinese Taipei Waterski and Wakeboard Association) - Émirats arabes unis (UAE Marine Sports Association (RAK)) - Viêt Nam (Viet Nam Water Ski Association) | \| - Autriche (Austrian Waterski and Wakeboard Federation (ÖWWV)) - Belgique (Royal Belgian Water Ski Federation) - Biélorussie (Waterski Federation of Belarus) - Bulgarie (Bulgarian Water Ski Federation) - Croatie (Croatian Water Ski Federation) - Chypre (Cyprus Water Ski Federation) - Tchéquie (Czech Water Ski Federation) - Danemark (Danish Waterski and Wakeboard Federation) - Égypte (Egyptian Sailing and Water Ski Federation) - Espagne (Federaçion Espanola de Esqui Nautico) - Finlande (Finnish Water Ski Sports) - France (Fédération française de ski nautique et de wakeboard) - Grande-Bretagne (British Water Ski and Wakeboard) - Géorgie (Georgian Water Ski Federation) - Allemagne (Deutscher Wasserski & Wakeboardverband (D.W.W.V.)) - Grèce (Hellenic Water Ski Federation) - Hongrie (Hungarian Water Ski Federation) - Irlande (Irish Waterski and Wakeboard Federation) - Israël (Israeli Water Ski Federation) - Italie (Federazione Italiana Sci Nautico e Wakeboard) - Lettonie (Latvian Water Ski Federation) - Lituanie (Lithuanian Water Ski Federation) \| - Luxembourg (Luxembourg Waterski and Wakeboard Federation) - Maroc (Fédération Royale Marocaine de Motonautique) - Malte (Malta Water Skiing Federation) - Monaco (Fédération Monégasque de Ski Nautique) - Maurice (Water Ski Association of Mauritius) - Namibie (Namibia Waterski Association) - Pays-Bas (Netherlands Waterski and Wakeboard Federation) - Nigeria (Nigerian Waterski & Wakeboard Federation) - Norvège (Norges Vannskiforbund) - Pologne (Polski Zwiazek Motorowdny i Narciarstwa Wodnego) - Portugal (Portuguese Powerboat Federation) - Afrique du Sud (outh African Waterski and Wakeboard Federation) - Russie (Water Ski Federation of Russia) - Serbie (Serbia Waterski and Wakeboard Federation) - Slovénie (Slovenian Water Ski Federation) - Soudan (Sudan Waterski and Wakeboard Federation) - Suisse (Federation Suisse de Ski Nautique et de Wakeboard) - Slovaquie (Slovensky zväz vodného Lyzovania) - Suède (Swedish Waterski and Wakeboard Federation) - Turquie (Turkish Underwater Sports Federation) - Ukraine (Ukraine Water Ski Federation) - Zimbabwe (Mashonaland Waterski and Wakeboard) \| |
| - Autriche (Austrian Waterski and Wakeboard Federation (ÖWWV)) - Belgique (Royal Belgian Water Ski Federation) - Biélorussie (Waterski Federation of Belarus) - Bulgarie (Bulgarian Water Ski Federation) - Croatie (Croatian Water Ski Federation) - Chypre (Cyprus Water Ski Federation) - Tchéquie (Czech Water Ski Federation) - Danemark (Danish Waterski and Wakeboard Federation) - Égypte (Egyptian Sailing and Water Ski Federation) - Espagne (Federaçion Espanola de Esqui Nautico) - Finlande (Finnish Water Ski Sports) - France (Fédération française de ski nautique et de wakeboard) - Grande-Bretagne (British Water Ski and Wakeboard) - Géorgie (Georgian Water Ski Federation) - Allemagne (Deutscher Wasserski & Wakeboardverband (D.W.W.V.)) - Grèce (Hellenic Water Ski Federation) - Hongrie (Hungarian Water Ski Federation) - Irlande (Irish Waterski and Wakeboard Federation) - Israël (Israeli Water Ski Federation) - Italie (Federazione Italiana Sci Nautico e Wakeboard) - Lettonie (Latvian Water Ski Federation) - Lituanie (Lithuanian Water Ski Federation)                     | - Luxembourg (Luxembourg Waterski and Wakeboard Federation) - Maroc (Fédération Royale Marocaine de Motonautique) - Malte (Malta Water Skiing Federation) - Monaco (Fédération Monégasque de Ski Nautique) - Maurice (Water Ski Association of Mauritius) - Namibie (Namibia Waterski Association) - Pays-Bas (Netherlands Waterski and Wakeboard Federation) - Nigeria (Nigerian Waterski & Wakeboard Federation) - Norvège (Norges Vannskiforbund) - Pologne (Polski Zwiazek Motorowdny i Narciarstwa Wodnego) - Portugal (Portuguese Powerboat Federation) - Afrique du Sud (outh African Waterski and Wakeboard Federation) - Russie (Water Ski Federation of Russia) - Serbie (Serbia Waterski and Wakeboard Federation) - Slovénie (Slovenian Water Ski Federation) - Soudan (Sudan Waterski and Wakeboard Federation) - Suisse (Federation Suisse de Ski Nautique et de Wakeboard) - Slovaquie (Slovensky zväz vodného Lyzovania) - Suède (Swedish Waterski and Wakeboard Federation) - Turquie (Turkish Underwater Sports Federation) - Ukraine (Ukraine Water Ski Federation) - Zimbabwe (Mashonaland Waterski and Wakeboard) | |